# 윤충
윤충(允忠, ?~?)은 의자왕 때 대야성 전투에 참전한 백제의 장군이다. 신채호의 《조선상고사》에 의하면 왕족으로 부여씨이며 성충의 이복 동생이라고도 한다.

## 생애
《조선상고사》에 의하면 이복 형 성충이 의자왕의 신임을 받으면서 함께 등장하였다고 한다. 

### 대야성 전투
성충의 전략에 따라 미후 등 40여성을 점령한 뒤 계백은 가잠성 등 그 일대를 지키고 642년 8월 윤충이 출전하였다. 윤충은 당시 신라군에 대한 적개심이 컸던 것으로 보인다. 당시 신라군은 김춘추(金春秋)의 사위로 대야성 성주인 김품석(金品釋)의 지휘로 이에 맞서고 있었으나 성 안의 일부가 백제에 투항하였다. 이를 이용하여 윤충은 성주 김품석에게 항복을 강요하였고, 김품석이 죽죽 등 장수들의 반대에도 불구하고 처자와 함께 성문을 열고 나와 항복을 하였다. 윤충은 김품석과 아내의 머리를 베어 사비성으로 보내고 사로잡은 주민 1,000명은 백제의 서쪽 주현으로 옮겨 거주시켰다. 이 대야성의 사건으로 윤충은 말 20필과 곡식 1,000석을 받았다. 이후 신라는 서부 방어선을 낙동강으로 변경하였다. 

### 최후
윤충의 죽음에는 두 설이있다. 하나는 신채호가 제론한 누명을 쓰고 화병으로 죽었다는 것과, 다른 하나는 부여지방의 전설이다.

#### 조선상고사의 울화증
당 태종(唐 太宗)의 고구려 침공 때 신라는 3만명의 병력으로 고구려의 남방을 공격하여 당 태종의 군세에 호응하였고, 의자왕은 이 틈을 노려 계백을 시켜 성열(省熱) 등 신라의 7개 성을 공격하고, 윤충을 보내어 부사달(夫斯達)을 비롯한 10여개 성을 점령하게 한 다음, 이어 해군을 이끌고 당의 강남(江南) 일대를 공격하도록 하여 월주(越州) 등지를 공격하였다. 월주를 빼앗은 윤충은 의자왕의 명에 따라 진(鎭)을 설치하고 군사를 조련하여 당의 강남을 공략할 준비를 하였으나, 신라의 명장 김유신(金庾信)의 명령을 받은 남부여 임자(任子)가 윤충의 실수를 공개하였다. 의자왕은 이를 받아들여 윤충을 파직, 소환하고 성충을 멀리하였다. 윤충이 소환된 후 얼마 지나지않아 월주는 당군의 공격에 함락되었고, 이에 윤충은 의자왕에 대한 분노로 분사하고 말았다. 

#### 성흥산성 미신
부여군 임천면 성흥산성(가림성)에는 이런 전설이 있다. "윤충은 신라 정예군에 맞서 성흥산성에서 일곱왕자와 투쟁하여 그들을 막아내었다. 그러나 사비에 돌아가서 모함을 받고 죽었다." 가림성이 공격 받은 것은 672년인데 그렇다면 윤충이 웅진도독부에 들어갔는지가 의문이다.

## 윤충이 등장하는 작품

### TV 드라마
- 《삼국기》(KBS, 1992년~1993년 배우:김주영
- 《연개소문》(SBS, 2006년~2007년, 배우:이일재)
- 《선덕여왕》(MBC, 2009~2009년, 배우:이대연)
- 《계백》(MBC, 2011년~2011년, 배우:정성모)
- 《대왕의 꿈》(KBS, 2012년~2013년, 배우:최우준)

## 참고 문헌
- 김부식 (1145), 《삼국사기》  〈권28 백제본기 제육(百濟本紀第六) 의자왕(위키문헌 번역본)〉  /(국사편찬위원회 > 한국사데이타베이스 번역본)
- 신채호 (1948), 《조선상고사》 〈제12편  신라(新羅)의 강성과 백제(百濟)의 음모〉